# Synagoge (Soultz-Haut-Rhin)

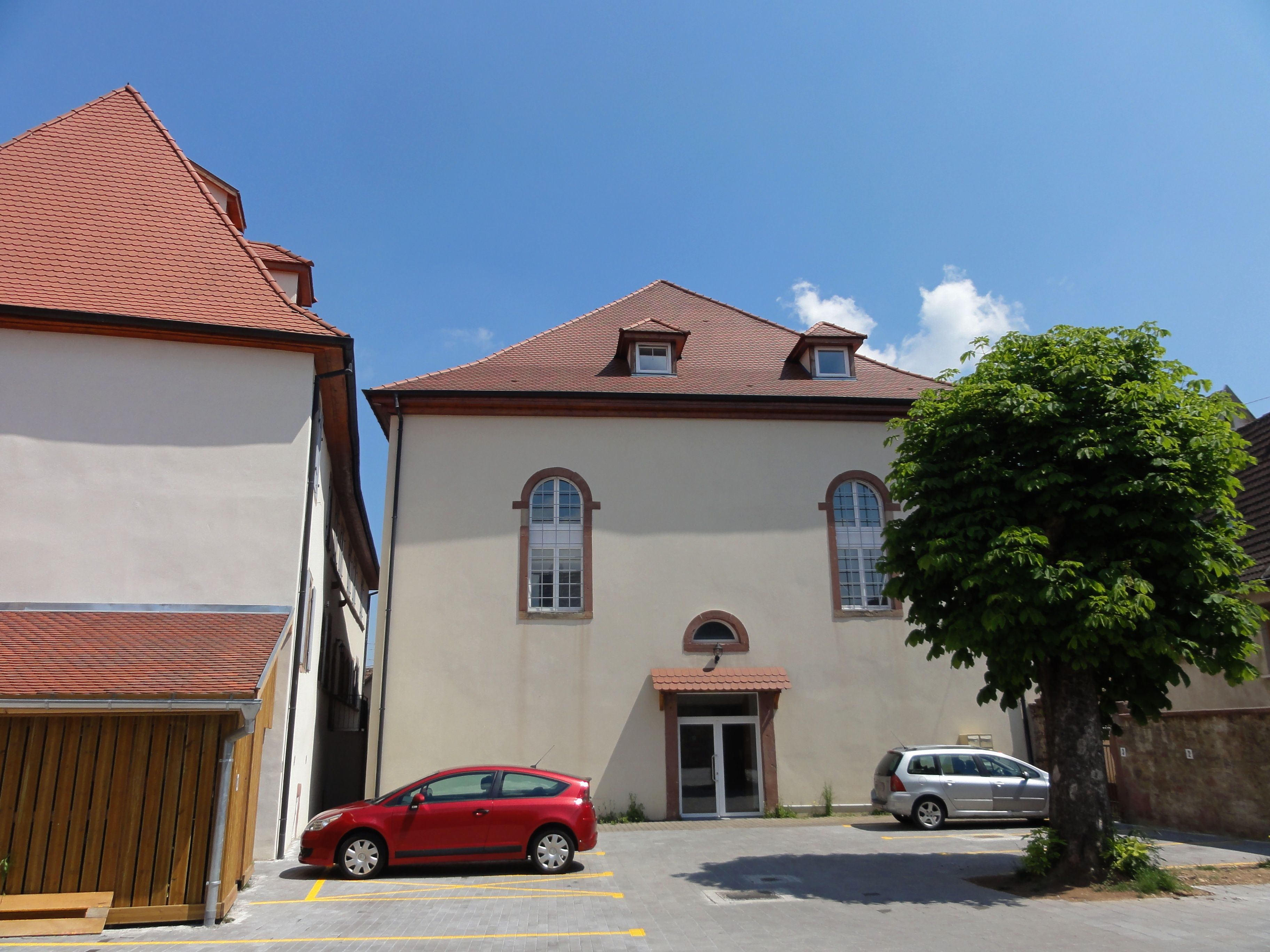
Synagoge in Soultz-Haut-Rhin

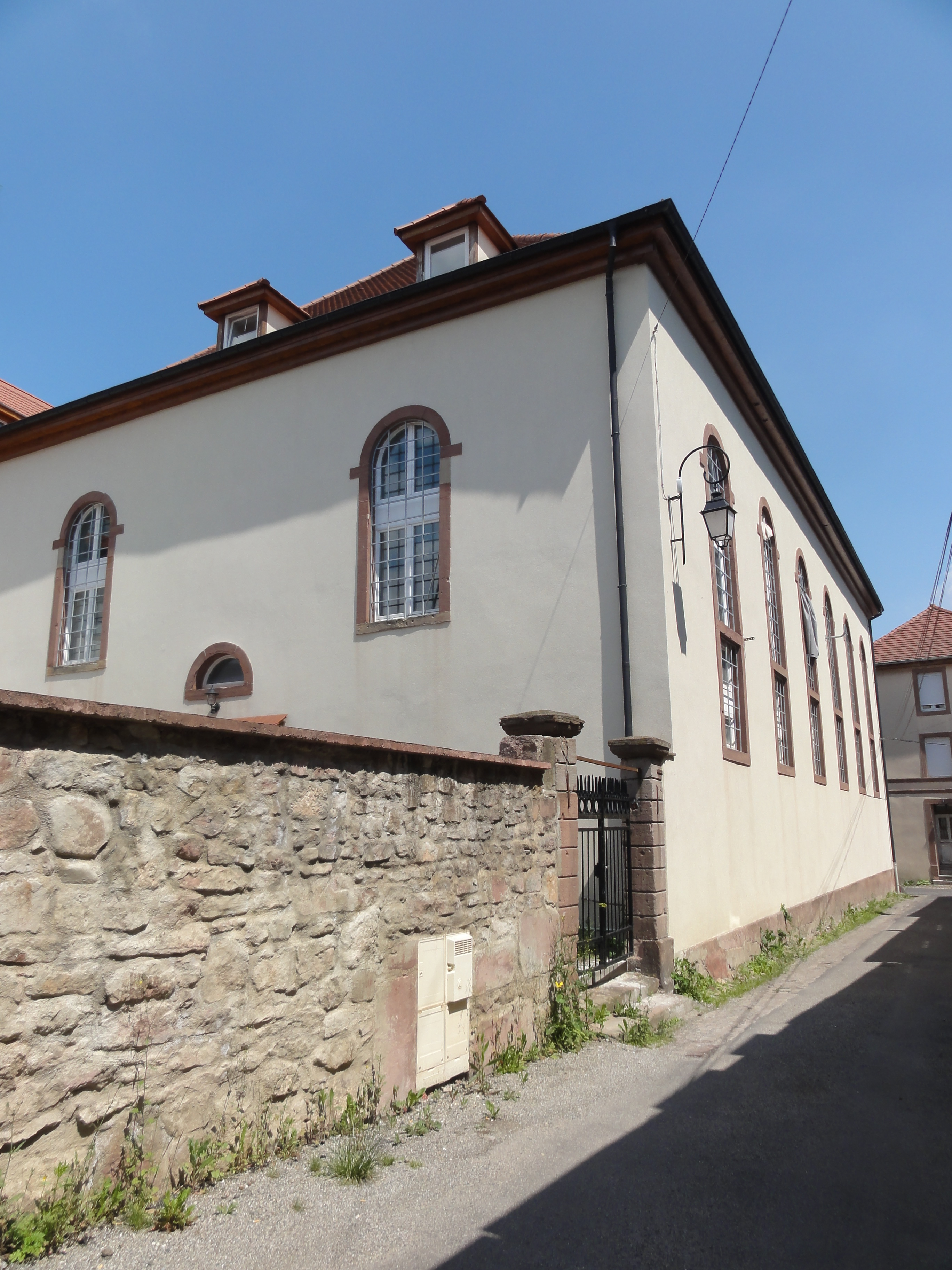
Rückansicht

Die Synagoge in Soultz-Haut-Rhin, einer französischen Stadt im Département Haut-Rhin der historischen Region Elsass, wurde von 1835 bis 1838 errichtet. Die profanierte Synagoge an der Rue des Bouchers ist seit 1984 als Monument historique klassifiziert.
Seit 1939 wird die Synagoge nicht mehr für Gottesdienste genutzt.